# Чемпионат Испании по волейболу среди мужчин
Чемпионат Испании по волейболу среди мужчин — ежегодное соревнование мужских волейбольных команд Испании. Проводится с 1965 года.
Соревнования проводятся в четырёх дивизионах: Суперлиге, Суперлиге-2, 1-м и 2-м дивизионах. Организатором чемпионатов является Королевская испанская федерация волейбола (Real Federacion Espanola de Voleibol).

## Формула соревнований (Суперлига)
Чемпионат 2024/25 в Суперлиге проходил в два этапа — предварительный и плей-офф. На предварительной стадии команды играли в два круга. 8 лучших команд вышли в плей-офф и далее по системе с выбыванием определили финалистов, которые разыграли первенство. Серии матчей плей-офф проводились до двух (в четвертьфинале и полуфинале) и до трёх (в финале) побед одного из соперников. 
За победы со счётом 3:0 и 3:1 команды получают 3 очка, 3:2 — 2 очка, за поражение со счётом 2:3 — 1 очко, 0:3 и 1:3 — 0 очков.
В чемпионате 2024/25 в Суперлиге участвовали 11 команд: «Гуагуас» (Лас-Пальмас), «Групо Эрсе» (Сория), «Лелеман-Конкеридор» (Валенсия), «Конектабалеар Манакор» (Манакор), «Памеса-Теруэль» (Теруэль), «Уникаха» (Альмерия), «Мелилья», «Сиснерос Альтер Тенерифе» (Ла-Лагуна), «Асиса-Таррагона» (Таррагона), «Ареналь Эмеве» (Луго), «Пальма-Мальорка» (Пальма). Чемпионский титул в 3-й раз подряд выиграл «Гуагуас», победивший в финальной серии «Групо Эрсе» 3-0 (3:0, 3:0, 3:0). 3-е место занял «Лелеман-Конкеридор».

## Чемпионы
| - 1965 «Пикадеро» Барселона - 1966 «Пикадеро» Барселона - 1967 «Испано-Франсес» Барселона - 1968 «Испано-Франсес» Барселона - 1969 «Атлетико» Мадрид - 1970 «Атлетико» Мадрид - 1971 «Атлетико» Мадрид - 1972 «Реал» Мадрид - 1973 «Испано-Франсес» Барселона - 1974 «Атлетико» Мадрид - 1975 «Атлетико» Мадрид - 1976 «Реал» Мадрид - 1977 «Реал» Мадрид - 1978 «Реал» Мадрид - 1979 «Реал» Мадрид - 1980 «Реал» Мадрид - 1981 «Сон Амар» Пальма - 1982 «Сон Амар» Пальма - 1983 «Реал» Мадрид - 1984 «Сон Амар» Пальма - 1985 «Салесианос Аточа» Мадрид - 1986 «Сон Амар» Пальма - 1987 «Сон Амар» Пальма - 1988 «Пальма» - 1989 «Пальма» - 1990 «Атлантика Канария» Лас-Пальмас - 1991 «Гран-Канария» Лас-Пальмас - 1992 «Гран-Канария» Лас-Пальмас - 1993 «Гран-Канария» Лас-Пальмас - 1994 «Гран-Канария» Лас-Пальмас - 1995 «Дуэро» Сория | - 1996 «Каха Саламанка» Сория - 1997 «Уникаха» Альмерия - 1998 «Уникаха» Альмерия - 1999 «Нумансия Каха Дуэро» Сория - 2000 «Уникаха» Альмерия - 2001 «Уникаха» Альмерия - 2002 «Уникаха» Альмерия - 2003 «Уникаха» Альмерия - 2004 «Уникаха» Альмерия - 2005 «Уникаха» Альмерия - 2006 «Сон Амар» Пальма - 2007 «Пальма Портол» Пальма - 2008 «Пальма Портол» Пальма - 2009 «Теруэль» - 2010 «Теруэль» - 2011 «Теруэль» - 2012 «Теруэль» - 2013 «Уникаха» Альмерия - 2014 «Теруэль» - 2015 «Уникаха» Альмерия - 2016 «Уникаха» Альмерия - 2017 «Вентура-Пальма» Пальма - 2018 «Теруэль» - 2019 «Теруэль» - 2020 чемпионат не завершён, итоги не подведены - 2021 «Гуагуас» Лас-Пальмас - 2022 «Уникаха» Альмерия - 2023 «Гуагуас» Лас-Пальмас - 2024 «Гуагуас» Лас-Пальмас - 2025 «Гуагуас» Лас-Пальмас |

## Титулы
| Клуб                                 | Победы |
| «Уникаха» Альмерия                   | 12     |
| «Вентура-Пальма» Пальма              | 11     |
| «Гуагуас»/«Гран-Канария» Лас-Пальмас | 9      |
| «Реал» Мадрид                        | 7      |
| «Теруэль»                            | 7      |
| «Атлетико» Мадрид                    | 5      |
| «Испано-Франсес» Барселона           | 3      |
| «Нумансия» Сория                     | 3      |
| «Пикадеро» Барселона                 | 2      |
| «Салесианос Аточа» Мадрид            | 1      |